# Commissione Hallstein II
La Commissione Hallstein II fu la Commissione europea in carica dal 10 gennaio 1962 al 6 luglio 1967.

## Presidente
- Walter Hallstein ( Germania Ovest) — CDU (Gruppo Democratico Cristiano)

Presidente uscente della Commissione, venne riconfermato.

## Composizione politica
- Sinistra / Socialisti: 3 membri
- Democratici Cristiani: 3-4 membri
- Liberali: 2 membri
- Indipendenti: 0-1 membro

## Componenti della Commissione
Legenda:   [     ] Sinistra/Socialisti [     ] Democratici Cristiani [     ] Liberali
| Commissario                                                 | Nazionalità    | Incarico                                       | Competenze                    | Partito europeo                                             | Partito nazionale                        |
| ----------------------------------------------------------- | -------------- | ---------------------------------------------- | ----------------------------- | ----------------------------------------------------------- | ---------------------------------------- |
| Walter Hallstein                                            | Germania Ovest | Presidente                                     |                               | Democratico Cristiano                                       | CDU                                      |
| Robert Marjolin                                             | Francia        | Vicepresidente                                 | Affari Economici e Finanziari | Socialisti                                                  | SFIO                                     |
| Sicco Leendert Mansholt                                     | Paesi Bassi    | Vicepresidente                                 | Agricoltura                   | Socialisti                                                  | PvdA                                     |
| Giuseppe Caron, dal 30 luglio 1964 Guido Colonna di Paliano | Italia         | Vicepresidente                                 | Mercato Interno               | Democratico Cristiano (Caron), indipendente (Colonna di P.) | DC (Caron), indipendente (Colonna di P.) |
| Lionello Levi Sandri                                        | Italia         | Commissario, Vicepresidente dal 30 luglio 1964 | Affari Sociali                | Socialisti                                                  | PSI                                      |
| Hans von der Groeben                                        | Germania Ovest | Commissario                                    | Concorrenza                   | Democratico Cristiano                                       | CDU                                      |
| Henri Rochereau                                             | Francia        | Commissario                                    | Paesi e Territori d'Oltremare | Liberali e apparentati                                      | CNIP                                     |
| Jean Rey                                                    | Belgio         | Commissario                                    | Relazioni Esterne e Commercio | Liberali e apparentati                                      | PLD                                      |
| Lambert Schaus                                              | Lussemburgo    | Commissario                                    | Trasporti                     | Democratico Cristiano                                       | CSV                                      |